# UiPath
UiPath är ett rumänskt-amerikanskt börsnoterat IT-företag, som grundades 2005 i Bukarest i Rumänien av Daniel Dines. Det noterades 2021 som UiPath 2018 på New York Stock Exchange i New York. Det har kontor både i New York, där det har sitt säte sedan 2018, och i Bukarest.
UiPath utvecklar IT-plattformar för automatisering av repetitiva arbetsflöden (engelska: "Robotic Process Automation").